# Zygmunt Klemensiewicz (polityk)
Zygmunt Gabriel Klemensiewicz (pseudonim literacki Alfred Górecki; ur. 23 marca 1874 w Komańczy, zm. 8 sierpnia 1948 w Krakowie) – lekarz, polityk socjalistyczny potem sanacyjny, działacz społeczny, publicysta, filatelista i bibliofil, poseł do Rady Państwa w Wiedniu i do Sejmu Ustawodawczego, senator II RP.

## Życiorys
Zygmunt Klemensiewicz był synem Tytusa, powstańca styczniowego i Wandy ze Skrzyńskich. W 1894 roku złożył egzamin dojrzałości w krakowskim Gimnazjum im. Króla Jana III Sobieskiego. Rozpoczął studia na Wydziale Prawa Uniwersytetu Jagiellońskiego, by po roku przenieść się na Wydział Filozoficzny, w latach 1898–1899 wyjechać na studia medyczne do Berna a ostatecznie w 1903 roku ukończyć Wydział Lekarski. Jako student był współzałożycielem Stowarzyszenia Kształcącej się Młodzieży Postępowej „Zjednoczenie”, czasopisma „Prawo Ludu”, redaktorem broszur i kalendarzy robotniczych. Należał do Stowarzyszenia Dziennikarzy Polskich w Galicji. Pracował w instytucjach ubezpieczenia zdrowotnego w Galicji, był między innymi długoletnim przewodniczącym Powiatowej Kasy Chorych w Wieliczce. W 1897 roku ożenił się z Jadwigą Sikorską, farmaceutką, jedną z pierwszych kobiet-absolwentek Uniwersytetu Jagiellońskiego. Mieli trzy córki, jedną z nich była lekarka Jadwiga Beaupré.
Od 1905 roku sympatyzował z poglądami i działalnością Józefa Piłsudskiego, był redaktorem „Robotnika” organu Polskiej Partii Socjalistycznej. Jako członek Polskiej Partii Socjalno-Demokratycznej Galicji i Śląska Cieszyńskiego był delegatem na kongresy II Międzynarodówki w Kopenhadze w 1910 i Bazylei w 1912 roku. W 1911 roku został posłem do Rady Państwa w Wiedniu, członkiem Klubu Socjaldemokratycznego. Członek zwyczajny Klubu Sportowego "Cracovia". Członek Wydziału Finansowego Komisji Tymczasowej Skonfederowanych Stronnictw Niepodległościowych. Podczas I wojny światowej był żołnierzem Legionów Polskich i ich oficerem werbunkowym. Po zakończeniu wojny był członkiem Polskiej Komisji Likwidacyjnej i radnym Krakowa, posłem PPSD na Sejm Ustawodawczy, członkiem Klubu Związku Polskich Posłów Socjalistycznych. Jako ochotnik wziął udział w wojnie polsko-bolszewickiej w składzie 5 pułku piechoty Legionów. W 1921 roku został przeniesiony do rezerwy w stopniu majora.
W latach międzywojennych Zygmunt Klemensiewicz pełnił między innymi funkcje dyrektora Okręgowego Związku Kas Chorych w Krakowie, a od 1932 roku dyrektora Ogólnopaństwowego Związku Kas Chorych. Był członkiem władz regionalnych i krajowych Polskiej Partii Socjalistycznej, do 1929 roku, kiedy nie zgadzając się z opozycyjną wobec Józefa Piłsudskiego polityką władz partii wystąpił z niej, wiążąc się z Bezpartyjnym Blokiem Współpracy z Rządem. W latach 1927–1930 ponownie był radnym Krakowa. W 1930 roku został wybrany, z listy BBWR, senatorem III kadencji. Był współzałożycielem i długoletnim prezesem Robotniczego Klubu Sportowego Legia Kraków. Od 1934 roku do wybuchu II wojny światowej był dyrektorem Ubezpieczalni Społecznej w Krakowie.
Podczas wojny zaangażował się w działalność pomocową w ramach Obywatelskiego Komitetu Pomocy, Towarzystwa Opieki nad Więźniami "Patronat" i Rady Głównej Opiekuńczej. Dwukrotnie aresztowany, został zwolniony ze względu na stan zdrowia. Po zakończeniu działań wojennych był członkiem Miejskiego Komitetu Opieki Społecznej w Krakowie i Pełnomocnikiem Zarządu Polskiego Czerwonego Krzyża na Okręg Krakowski. Był odznaczony między innymi Złotym Krzyżem Zasługi, dwukrotnie Krzyżem Walecznych oraz Krzyżem Niepodległości.
Poza działalnością polityczną i społeczną Zygmunt Klemensiewicz był znanym filatelistą i bibliofilem. Publikował między innymi w czasopismach „Filatelista Polski” i „Nowy Filatelista”, był członkiem Towarzystwa Miłośników Książki. W 1952 roku opublikowano we Wrocławiu Bibliografię ekslibrisu polskiego jego autorstwa.
Pochowany został na cmentarzu Salwatorskim (kwatera SC12-E-7).

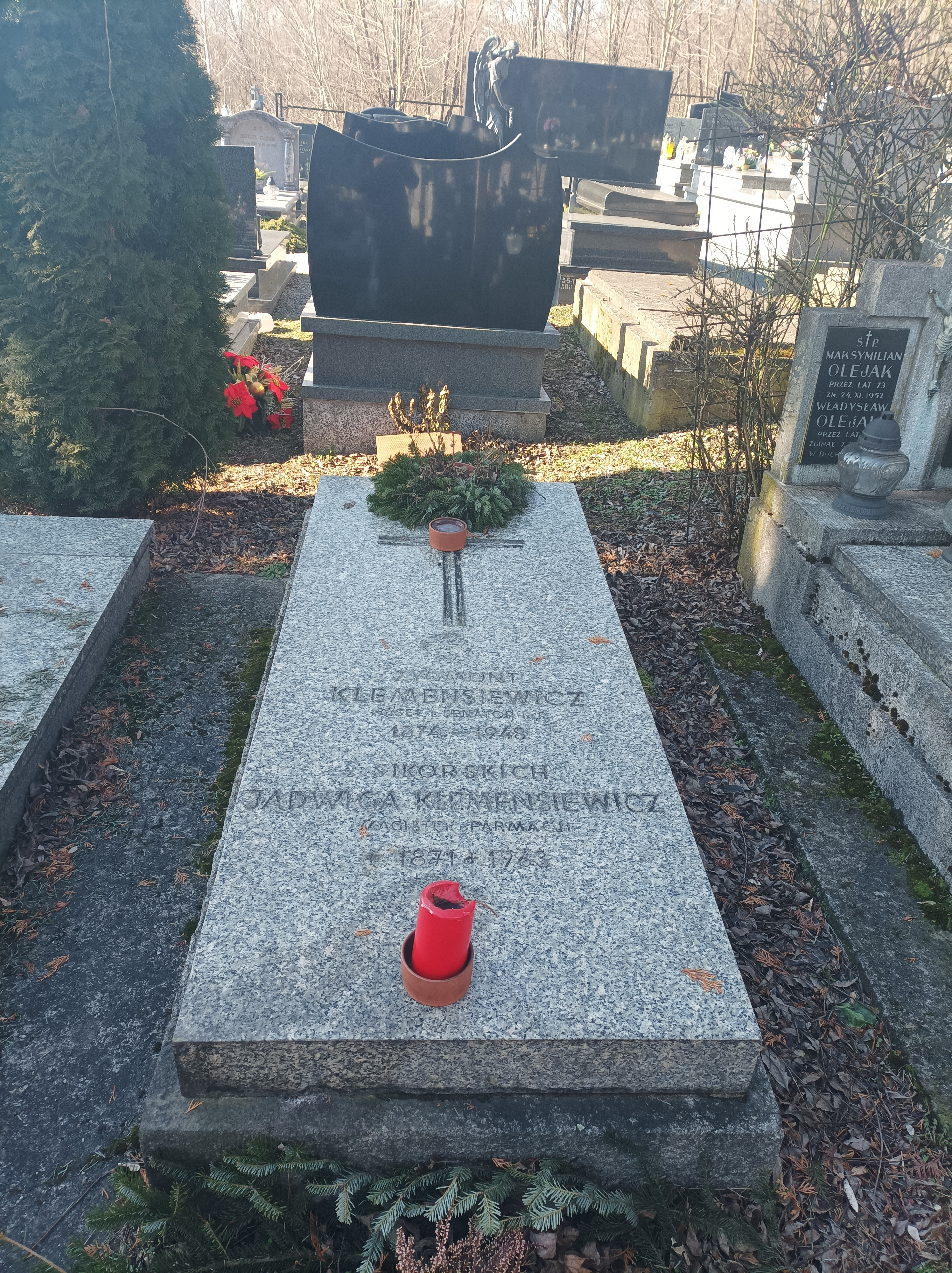
Grób Zygmunta Klemensiewicza na cmentarzu Salwatorskim